# Gerald Mortag
Gerald Mortag   (Gera, 8 de novembre de 1958 - 30 de gener de 2023) va ser un ciclista alemany que va competir sota bandera de l'Alemanya de l'Est. Es dedicà al ciclisme en pista, especialment en la persecució per equips. Del seu palmarès destaquen una medalla de plata als Jocs Olímpics de Moscou i tres Campionats del món.

## Palmarès
- 1976
  -  Campió del món júnior en Persecució per equips (amb Detlef Macha, Jürgen Lippold i Olaf Hill)
- 1977
  -  Campió del món en Persecució per equips (amb Norbert Dürpisch, Matthias Wiegand i Volker Winkler)
- 1978
  -  Campió del món en Persecució per equips (amb Uwe Unterwalder, Matthias Wiegand i Volker Winkler)
- 1979
  -  Campió del món en Persecució per equips (amb Lutz Haueisen, Axel Grosser i Volker Winkler)
- 1980
  -  Medalla de plata als Jocs Olímpics de Moscou en persecució per equips (amb a Uwe Unterwalder, Matthias Wiegand i Volker Winkler)
- 1983
  - Campió de la RDA en Madison (amb a Jörg Köhler)
- 1984
  - Medalla d'or als Jocs de l'Amistat en persecució per equips (amb Bernd Dittert, Mario Hernig, Volker Winkler, Carsten Wolf)